# 革命文学
革命文学（かくめいぶんがく）とは、19世紀以降の、社会主義思想による社会の進歩をねがう立場から書かれた文学作品の総称。

## 概要
20世紀になると、ロシア革命の結果ソビエト政権が生まれ、新しい社会が誕生するという意識が各国で生まれた。それは労働者のみならず、その思想に共感する知識人たちにも、自分たちの創造活動で新しい社会に貢献できるという考えを抱かせた。特にロシアのマクシム・ゴーリキーの作品が、革命前から社会の変革のために行動する人物を肯定的に描いていたことは、その後の世界文学に影響を与えた。ただし、ソ連では1930年代に「社会主義リアリズム」が提唱される過程で、「革命文学」という名称は過去のものとして使われなくなった。
中国では、創造社・太陽社などに参加する中国人文学者が五四運動や新文化運動を受けて1920年代にプロレタリア文学を唱え、彼らから小ブルジョア文学者と非難された魯迅や茅盾との間で「革命文学論戦」が展開された。論争を通じて統一を求める動きが起こり、1930年中国左翼作家連盟（左連）が発足、中・下層の若い作家が民衆の声を代弁する作品を発表し、1930年代の中国文学の有力な潮流を形成した。
日本では、〈革命〉ということばが言論統制のために使用できなかったために、労働者を意味する〈プロレタリア〉のことばを使い、〈プロレタリア文学〉という表現を使用せざるを得なかった。そのために、労働者出身の作家が文学的力量以上に過大評価される傾向もあった。一方で、中野重治や宮本顕治など、労働者出身でない知識人層の作家もプロレタリア文学の中に組み入れられていた。
戦後、占領軍による言論統制が終結して、ようやく日本でも〈革命文学〉の名称を自由に使うことができるようになった。そのために、1960年代には〈世界革命文学選〉〈中国革命文学選〉などのアンソロジーが出版され、ソ連や中国だけでなく、フランスのポール・ニザン、トルコのナジム・ヒクメット、セネガルのセンベーヌ・ウスマン、ブラジルのジョルジェ・アマード、ノーベル文学賞を受賞したグアテマラのミゲル・アンヘル・アストゥリアス、などの作品も日本に紹介された。
1960年代の中ソ対立から始まる社会主義陣営の衰退によって、現在では新しい作品に対して〈革命文学〉という言葉を使うことはほとんどなくなった。

## 注
1. ↑  “かくめいぶんがく【革命文学】”. 大辞林第三版. 2018年7月19日閲覧。
2. 1 2  “中国文学 ちゅうごくぶんがく”. 日本大百科全書. 2018年7月19日閲覧。
3. ↑  集英社版『座談会　昭和文学史』第1巻の「プロレタリア文学」における小田切秀雄の発言